# Cedro (kommun i Brasilien, Pernambuco)
Cedro är en kommun i Brasilien.   Den ligger i delstaten Pernambuco, i den östra delen av landet, 1 300 km nordost om huvudstaden Brasília. Antalet invånare är 10 778.
Trakten runt Cedro består till största delen av jordbruksmark. Runt Cedro är det ganska tätbefolkat, med 52 invånare per kvadratkilometer.